# Чемпіонат СРСР з футболу 1937 (група «А»)
Сезон 1937 року у групі «А» чемпіонату СРСР з футболу — третє в історії змагання у вищому дивізіоні футбольної першості Радянського Союзу. Перший подібний турнір, що проводився у два кола, тобто кожна команда грала з кожним із суперників по два рази — один раз вдома і один раз у гостях. Тривав з 23 липня по 30 жовтня 1937 року.
Участь у змаганні брали 9 команд, більшість з яких (п'ять) представляли Москву; Ленінград був представлений двома колективами; по одній команді делегували Київ та Тбілісі. Чемпіоном стало «Динамо» (Москва), команда яка була переможцем найпершої союзної першості з футболу, тобто 1937 року виборола цей трофей удруге в своїй історії.
Як і попереднього сезону, команда, що зайняла останнє місце в турнірі, залишилася в найсильнішому дивізіоні союзної першості, оскільки число її учасників з наступного чемпіонату було суттєво розширено.
| Чемпіон СРСР 1937           |
| --------------------------- |
| «Динамо» (Москва) 2-й титул |

## Підсумкова таблиця
| М | Команда                    | І  | В | Н | П  | М     | О  |
| - | -------------------------- | -- | - | - | -- | ----- | -- |
|   | «Динамо» (Москва)          | 16 | 8 | 6 | 2  | 37-20 | 38 |
|   | «Спартак» (Москва)         | 16 | 8 | 5 | 3  | 24-16 | 37 |
|   | «Динамо» (Київ)            | 16 | 7 | 6 | 3  | 33-24 | 36 |
| 4 | «Динамо» (Тбілісі)         | 16 | 7 | 4 | 5  | 30-24 | 34 |
| 5 | «Металург» (Москва)        | 16 | 7 | 2 | 7  | 26-21 | 32 |
| 6 | «Локомотив» (Москва)       | 16 | 5 | 5 | 6  | 18-20 | 31 |
| 7 | «Динамо» (Ленінград)       | 16 | 2 | 9 | 5  | 21-25 | 29 |
| 8 | «Червона зоря» (Ленінград) | 16 | 4 | 4 | 8  | 17-31 | 28 |
| 9 | ЦБЧА (Москва)              | 16 | 3 | 1 | 12 | 18-43 | 23 |

- Система нарахування очок: 3 за перемогу, 2 за нічию, 1 за поразку та 0 за неявку.

## Бомбардири
8 — Борис Пайчадзе («Димамо» Тб), Леонід Румянцев («Спартак»), Василь Смирнов («Димамо» М)
7 — Павло Комаров («Димамо» К), Михайло Семичастний («Димамо» М)
6 — Гайк Андріасов («Локомотив»), Олексій Пономарьов («Димамо» М), Михайло Якушин («Димамо» М), Микола Ярцев («Червона зоря»)
5 — Петро Биков («Димамо» Лд), Григорій Федотов («Металург»), Михайло Кирєєв (ЦБЧА), Іван Кузьменко («Димамо» К), Вадим Потапов («Металург»), Іван Смирнов («Червона зоря»)

## Ігри, голи
| 1. «Динамо» (Москва) |
| Воротарі: Євген Фокін (15, 19п), Олександр Квасников (1, 1п). Захисники: Лев Корчебоков (13), Віктор Тетерін (9), Олександр Мишляєв (7). Півзахисники: Євген Єлисєєв (16), Аркадій Чернишов (15, 1), Олексій Лапшин (12), Гаврило Качалін (11), Павло Коротков (5), Олександр Рьомін (1). Нападники: Михайло Якушин (16, 6), Сергій Ільїн (16, 4), Василь Смирнов (14, 8), Олексій Пономарьов (13, 6), Михайло Семичастний (11, 7), Микола Бєлоусов (3, 1), Іван Щербаков (2, 2), Георгій Дьомін (1). Автоголи: Михайло Денісов («Динамо» Ленінград), Йосип Ліфшиць («Динамо» Київ). Тренер: Віктор Дубінін. |
| 2. «Спартак» |
| Воротарі: Анатолій Акимов (13, 10п), Іван Рижов (3, 6п). Захисники: Віктор Соколов (15), Станіслав Леута (10), Олександр Старостін (7), Сергій Плонський (2). Півзахисники: Андрій Старостін (16, 2), Сергій Артем'єв (13), Петро Старостін (8), Микола Палиска (8), Григорій Тучков (8). Нападники: Леонід Румянцев (16, 8), Володимир Степанов (15, 4), Микола Жигалін (15, 3), Борис Степанов (12, 2), Георгій Глазков (7, 2), Віктор Семенов (7), Олександр Касімов (6, 1), Микола Гуляєв (3), Микола Тарасов (2, 1), Сергій Удалєєв (1, 1). Тренер: Костянтин Квашнін.                                  |
| 3. «Динамо» (Київ) |
| Воротарі: Антон Ідзковський (13, 20п), Микола Трусевич (3, 4п). Захисники: Олексій Клименко (15), Василь Правовєров (10), Георгій Тимофєєв (1). Півзахисники: Іван Кузьменко (16, 5), Володимир Гребер (16, 3), Микола Махиня (16, 3), Йосип Ліфшиць (14, 1), Федір Тютчев (2). Нападники: Павло Комаров (16, 7), Петро Лайко (15, 4), Макар Гончаренко (14, 3), Костянтин Калач (10), Костянтин Щегоцький (9, 3), Віктор Шиловський (9, 3), Микола Коротких (9, 1). Тренер: Мойсей Товаровський. |
| 4. «Динамо» (Тбілісі) |
| Воротар: Олександр Дорохов (16, 24п). Захисники: Шота Шавгулідзе (15), Георгій Чумбурідзе (15), Михайло Мінаєв (13, 1), Арчіл Кікнадзе (13), Борис Фролов (3), Едуард Ніколайшвілі (2). Півзахисники: Володимир Джорбенадзе (15, 1), Михайло Бердзенішвілі (14, 2), Григорій Гагуа (11). Нападники: Борис Пайчадзе (16, 8), Тенгіз Гавашелі (15, 4), Володимир Бердзенішвілі (12, 3), Микола Сомов (11, 4), Михайло Асламазов (9, 4), Луасарб Лоладзе (5), Георгій Апридонідзе (3), Микола Анікін (1), Гайоз Джеджелава (1), Ілля Панін (1). Тренер: Олексій Соколов.                                        |
| 5. «Металург» |
| Воротар: Борис Набоков (16, 21п). Захисники: Микола Родіонов, Володимир Алякринський (16), Костянтин Громов. Півзахисники: Павло Кудрявцев, Гліб Комаров, Костянтин Сиземов. Нападники: Вадим Потапов (16, 5), Юрій Логінов, Олексій Зайцев, Олексій Чулков, Григорій Федотов (8, 5), Сергій Кузін, Анатолій Забиваєв, Микола Зайцев, Володимир Огурцов. Тренер: Борис Аркадьєв. |
| 6. «Локомотив» |
| Воротарі: Валентин Гранаткін (13), Микола Разумовський. Захисники: Іван Андрєєв, Ілля Гвоздков, Іван Станкевич. Півзахисники: Михайло Жуков, Володимир Мошкаркін, Микола Ільїн, Віталій Стрєлков. Нападники: Олексій Соколов (16, 4), Василь Сердюков, Гайк Андріасян (13, 6), Петро Теренков, Микола Чукляєв, Костянтин Вавілов, Віктор Лавров (3), Віктор Новиков, Микола Рожнов. Тренер: Жуль Лімбек |
| 7. «Динамо» (Ленінград) |
| Воротарі: Олександр Кузьмінський, Віктор Набутов. Захисники: Петро Кисельов, Михайло Денисов. Півзахисники: Валентин Федоров, Сергій Єгоров, Аркадій Кузьмін, Олег Ошенков, Олексій Баришев, Андрій Тєлєгін. Нападники: Петро Биков, Олександр Федоров, Микола Свєтлов, Микола Дементьєв, Віктор Федоров, Олександр Андросов, Олександр Кряжков, Петро Дементьєв, Борис Шелагін. Тренер: Михайло Бутусов. |
| 8. «Червона зоря» |
| Воротарі: Леонід Дорофєєв, Євген Донцов. Захисники: Василь Топталов, Георгій Медведєв, Микола Топталов. Півзахисники: Володимир Лемешев, Віктор Бодров, Олексій Яблочкін. Нападники: Іван Смирнов (15, 5), Василь Лотков, Микола Ярцев (16, 6), Петро Григор'єв, Борис Орєшкін, Олексій Цвілих, Павло Артем'єв, Михайло Кучинський, Михайло Степанов. Тренер: Михайло Окунь. |
| 9. ЦБЧА |
| Воротарі: Сергій Леонов, Олександр Каверін. Захисники: Костянтин Лясковський, Анатолій Савицький. Півзахисники: Костянтин Малінін, Петро Зенкін, Євген Нікішин. Нападники: Михайло Кирєєв, Михайло Орєхов, Олександр Виноградов, Іван Кочетков, Микола Ісаєв, Володимир Шличков, Іван Митронов, Олександр Щавельов, Володимир Єгоров, Перто Разорьонов. Тренер: Михайло Рущинський. |

## Результати матчів
| Дата       | Тур | Команда 1      | Рахунок   | Команда 2      |
| ---------- | --- | -------------- | --------- | -------------- |
| 23.07.1937 | 1   | «Динамо» К     | 0:2 (0:1) | «Металург» М   |
| 24.07.1937 | 1   | «Динамо» Л     | 3:3 (2:0) | «Динамо» М     |
| 29.07.1937 | 8   | «Динамо» К     | 1:1 (0:0) | «Локомотив» М  |
| 30.07.1937 | 8   | «Металург» М   | 5:1 (3:1) | «Динамо» Л     |
| 05.08.1937 | 2   | «Динамо» М     | 3:2 (1:1) | «Локомотив» М  |
| 05.08.1937 | 2   | «Червона зоря» | 3:1 (3:0) | «Металург» М   |
| 06.08.1937 | 9   | «Динамо» Л     | 0:1 (0:0) | «Динамо» К     |
| 11.08.1937 | 3   | «Динамо» Л     | 0:0       | «Локомотив» М  |
| 11.08.1937 | 3   | «Динамо» М     | 1:1 (0:0) | «Червона зоря» |
| 12.08.1937 | 3   | «Динамо» К     | 2:2 (1:0) | «Динамо» Тб    |
| 12.08.1937 | 3   | «Металург» М   | 5:0 (0:0) | ЦБЧА           |
| 15.08.1937 | 2   | ЦБЧА           | 2:4 (0:1) | «Динамо» К     |
| 17.08.1937 | 4   | «Спартак» М    | 1:2 (0:0) | «Динамо» К     |
| 18.08.1937 | 4   | «Динамо» М     | 3:3 (1:2) | «Динамо» Тб    |
| 19.08.1937 | 4   | «Динамо» Л     | 2:2 (1:2) | «Червона зоря» |
| 19.08.1937 | 9   | «Металург» М   | 2:1 (0:1) | «Локомотив» М  |
| 20.08.1937 | 2   | «Спартак» М    | 2:0 (1:0) | «Динамо» Тб    |
| 21.08.1937 | 5   | ЦБЧА           | 5:1 (3:0) | «Червона зоря» |
| 23.08.1937 | 5   | «Спартак» М    | 3:3 (3:2) | «Динамо» Л     |
| 24.08.1937 | 5   | «Динамо» М     | 2:1 (0:0) | «Динамо» К     |
| 24.08.1937 | 6   | «Червона зоря» | 0:1 (0:0) | «Локомотив» М  |
| 25.08.1937 | 5   | «Металург» М   | 1:0 (1:0) | «Динамо» Тб    |
| 27.08.1937 | 6   | «Динамо» М     | 3:1 (3:1) | ЦБЧА           |
| 28.08.1937 | 6   | «Спартак» М    | 0:4 (0:1) | «Металург» М   |
| 30.08.1937 | 6   | «Динамо» Л     | 0:2 (0:1) | «Динамо» Тб    |
| 30.08.1937 | 7   | «Динамо» К     | 4:1 (1:1) | «Червона зоря» |
| 30.08.1937 | 7   | «Динамо» М     | 2:1 (1:1) | «Металург» М   |
| 31.08.1937 | 7   | «Спартак» М    | 3:1 (3:0) | «Локомотив» М  |
| 02.09.1937 | 11  | ЦБЧА           | 0:3 (0:1) | «Металург» М   |
| 03.09.1937 | 8   | «Червона зоря» | 1:1 (1:1) | «Динамо» Тб    |
| 03.09.1937 | 8   | «Динамо» М     | 0:1 (0:1) | «Спартак» М    |
| 04.09.1937 | 7   | ЦБЧА           | 0:3 (0:1) | «Динамо» Л     |
| 05.09.1937 | 10  | «Металург» М   | 0:2 (0:1) | «Динамо» К     |
| 06.09.1937 | 9   | «Червона зоря» | 0:2 (0:2) | «Спартак» М    |
| 07.09.1937 | 1   | «Локомотив» М  | 3:2 (1:1) | «Динамо» Тб    |
| 07.09.1937 | 10  | «Динамо» М     | 2:2 (2:2) | «Динамо» Л     |
| 09.09.1937 | 9   | ЦБЧА           | 2:5 (1:4) | «Динамо» Тб    |
| 10.09.1937 | 11  | «Червона зоря» | 2:6 (0:3) | «Динамо» К     |
| 11.09.1937 | 11  | «Спартак» М    | 0:0       | «Динамо» М     |
| 12.09.1937 | 4   | «Локомотив» М  | 1:2 (1:1) | ЦБЧА           |
| 12.09.1937 | 12  | «Динамо» Л     | 1:1 (0:1) | «Металург» М   |
| 15.09.1937 | 12  | «Локомотив» М  | 2:2 (2:1) | «Динамо» К     |
| 15.09.1937 | 18  | «Спартак» М    | 2:0 (0:0) | «Червона зоря» |
| 18.09.1937 | 13  | «Червона зоря» | 0:0       | «Динамо» Л     |
| 18.09.1937 | 13  | «Динамо» Тб    | 0:4 (0:2) | «Динамо» М     |
| 18.09.1937 | 18  | «Локомотив» М  | 0:0       | «Металург» М   |
| 21.09.1937 | 1   | «Спартак» М    | 2:0 (2:0) | ЦБЧА           |
| 23.09.1937 | 16  | «Локомотив» М  | 0:2 (0:2) | «Червона зоря» |
| 24.09.1937 | 14  | «Динамо» К     | 2:2 (0:0) | «Динамо» М     |
| 24.09.1937 | 14  | «Динамо» Л     | 0:0       | «Спартак» М    |
| 24.09.1937 | 14  | «Динамо» Тб    | 4:0 (1:0) | «Металург» М   |
| 26.09.1937 | 16  | «Динамо» Л     | 2:3 (0:1) | ЦБЧА           |
| 29.09.1937 | 15  | «Металург» М   | 0:1 (0:0) | «Червона зоря» |
| 30.09.1937 | 15  | «Динамо» К     | 1:1 (0:1) | «Динамо» Л     |
| 30.09.1937 | 15  | «Локомотив» М  | 2:1 (2:1) | «Динамо» М     |
| 30.09.1937 | 15  | «Динамо» Тб    | 1:0 (0:0) | «Спартак» М    |
| 01.10.1937 | 14  | «Червона зоря» | 3:0 (2:0) | ЦБЧА           |
| 04.10.1937 | 17  | «Динамо» К     | 1:0 (0:0) | ЦБЧА           |
| 05.10.1937 | 11  | «Локомотив» М  | 1:0 (0:0) | «Динамо» Л     |
| 06.10.1937 | 12  | «Червона зоря» | 0:3 (0:0) | «Динамо» М     |
| 06.10.1937 | 16  | «Металург» М   | 1:3 (1:1) | «Спартак» М    |
| 08.10.1937 | 13  | ЦБЧА           | 0:2 (0:1) | «Локомотив» М  |
| 10.10.1937 | 16  | «Динамо» Тб    | 5:3 (1:2) | «Динамо» К     |
| 11.10.1937 | 17  | «Локомотив» М  | 1:2 (0:0) | «Спартак» М    |
| 12.10.1937 | 17  | «Металург» М   | 0:3 (0:2) | «Динамо» М     |
| 12.10.1937 | 18  | «Динамо» Тб    | 1:3 (0:2) | «Динамо» Л     |
| 18.10.1937 | 12  | «Динамо» Тб    | 1:0 (0:0) | ЦБЧА           |
| 18.10.1937 | 13  | «Динамо» К     | 1:1 (1:0) | «Спартак» М    |
| 24.10.1937 | 17  | «Динамо» Тб    | 3:0 (2:0) | «Червона зоря» |
| 24.10.1937 | 18  | ЦБЧА           | 1:5 (1:1) | «Динамо» М     |
| 30.10.1937 | 10  | ЦБЧА           | 2:2 (1:0) | «Спартак» М    |
| 30.10.1937 | 10  | «Динамо» Тб    | 0:0       | «Локомотив» М  |